# Игнашкин, Гавриил Иванович
Гавриил Иванович Игнашкин (1917—2005) — подполковник Советской Армии, участник Великой Отечественной войны, Герой Советского Союза (1942).

## Биография
Гавриил Игнашкин родился 10 (23) февраля 1917 года в деревне Кутьма (ныне — Болховский район Орловской области). Проживал в Краснодаре, где в 1936 году окончил среднюю школу. В том же году Игнашкин был призван на службу в Рабоче-крестьянскую Красную Армию. В 1938 году он окончил Сталинградскую военную авиационную школу пилотов, после чего был направлен на службу в Киевский военный округ. С июня 1941 года — на фронтах Великой Отечественной войны. 28 августа 1941 года получил тяжёлое ранение, долгое время лечился в госпитале. Участвовал в Сталинградской битве, неоднократно был ведущим в группах, производивших штурмовки немецких танковых подразделений.
Рано утром 20 июня 1942 года с прифронтового аэродрома 431-го штурмового авиационного полка поднялись десять советских штурмовиков под командованием лейтенанта Гавриила Игнашкина. Они взяли курс на станцию Булацеловка Шевченковского района, где сосредоточилась танковая и мотопехотная дивизии противника.
Километров за десять до цели советским штурмовикам преградил путь сильный зенитный огонь. Опытный командир, умело маневрируя, сохранил боевой порядок и вывел самолёты на курс.
Вот и Булацеловка. Вдоль улицы — колонны танков, автомашин, артиллерии. Первым круто развернулся и спикировал на танки самолёт Игнашкина. За ним устремились и другие штурмовики. Бомбы попадали точно в цель, и вскоре на месте фашистских танков разлилось море огня. В тот день наши летчики уничтожили более 40 танков, около 60 автомашин, до 300 солдат и офицеров противника.
Вражеские зенитчики сильно повредили самолёт командира группы — он получил более шестидесяти пулевых и осколочных пробоин. Несмотря на это, отважный офицер успешно выполнил боевую задачу и благополучно вернулся на свой аэродром.
К августу 1942 года лейтенант Гавриил Игнашкин командовал эскадрильей 431-го штурмового авиаполка 228-й штурмовой авиадивизии 8-й воздушной армии Сталинградского фронта. К тому времени он совершил 93 боевых вылета на штурмовку скоплений боевой техники и живой силы противника, его военных объектов, нанеся ему большие потери.
Указом Президиума Верховного Совета СССР от 5 ноября 1942 года за «образцовое выполнение боевых заданий командования на фронте борьбы с немецкими захватчиками и проявленные при этом отвагу и геройство» лейтенант Гавриил Игнашкин был удостоен высокого звание Героя Советского Союза с вручением ордена Ленина и медали «Золотая Звезда» за номером 764.
После окончания войны Игнашкин продолжил службу в Советской Армии. В 1947 году он окончил Высшие офицерские лётно-тактические курсы. В 1963 году в звании подполковника он был уволен в запас. Проживал в Киеве. Скончался 26 января 2005 года, похоронен на Байковом кладбище Киева.
Был также награждён тремя орденами Красного Знамени, орденом Александра Невского, двумя орденами Отечественной войны 1-й степени, двумя орденами Красной Звезды, рядом медалей.